# Pierre-Yves Massot
Pour les articles homonymes, voir Massot.
Pierre-Yves Massot, né en 1977 à Avignon (France) est un photographe de presse vivant en Suisse.

## Biographie
Il vit et travaille en Suisse, il est photographe à La Liberté entre 2000 et 2003.
Il est lauréat du Swiss Press Photo 2004 avec un travail personnel sur les requérants d'asile en Suisse, photo parue dans Geneva English Magazine.
Pierre-Yves Massot est photographe officiel du Festival international  du film  de Fribourg de 2007 à 2010,.
Il effectue une résidence artistique dans l'appartement du canton de Fribourg à Berlin en 2014: Lost in Berlin,.

## Expositions
- 2004, Musée national suisse, Zurich[2];
- 2005, Histoires de déracinés, Caux[8];
- 2014, Fri Art, Fribourg[9].